# Liste der Kreisstraßen im Landkreis Emmendingen
Diese Liste enthält die Kreisstraßen im baden-württembergischen Landkreis Emmendingen.

## Abkürzungen
- K: Kreisstraße
- L: Landesstraße

## Liste
Die Kreisstraßen behalten die ihnen zugewiesene Nummer nicht bei einem Wechsel in einen anderen Stadt- oder Landkreis. Nicht vorhandene bzw. nicht nachgewiesene Kreisstraßen sind kursiv gekennzeichnet, ebenso Straßen und Straßenabschnitte, die unabhängig vom Grund (Herabstufung zu einer Gemeindestraße oder Höherstufung) keine Kreisstraßen mehr sind.
Der Straßenverlauf wird in der Regel von Nord nach Süd und von West nach Ost angegeben.
| Nr.    | Verlauf |
| ------ | --- |
| K 5100 | K 5138 – Eichbergturm – K 5138 in Emmendingen                                                                                              |
| K 5101 | K 5138 in Emmendingen – Windenreute – K 5102 – L 110                                                                                       |
| K 5102 | K 5101 in Windenreute – L 186 in Kollmarsreute                                                                                             |
| K 5103 | L 186 – Buchholz – Suggental – L 186 |
| K 5104 | /L 186a in Waldkirch – Kollnau – Siensbach                                                                                                 |
| K 5105 | L 173 – Wildgutach – Kreisgrenze – (K 5731 im Schwarzwald-Baar-Kreis)                                                                      |
| K 5106 | L 173 in Simonswald – Haslachsimonswald |
| K 5109 | L 110 in Keppenbach – Gscheid – K 5110 – /L 173 in Gutach im Breisgau                                                                      |
| K 5110 | Siegelau – K 5109 |
| K 5111 | Oberspitzenbach – Katzenmoos – in Oberwinden                                                                                               |
| K 5112 | in Elzach – Yach |
| K 5113 | K 5138 in Mußbach – L 110 |
| K 5114 | L 104 in Wyhl am Kaiserstuhl – K 5126 – K 5124 – Forchheim – K 5146 – L 105 – L 113 – L 116 – Riegel am Kaiserstuhl – L 114 in Teningen    |
| K 5115 | – Kenzingen – K 5116 – Bombach – L 113 – Heimbach – Köndringen – L 114 in Teningen                                                         |
| K 5116 | L 106 – Nordweil – K 5115 |
| K 5117 | (K 5342 im Ortenaukreis) – Kreisgrenze (– Abzweig zur K 5346 im Ortenaukreis) – Broggingen – K 5119 – L 106 in Bleichheim                  |
| K 5118 | (K 5349 im Ortenaukreis) – Kreisgrenze – L 111 in Herbolzheim                                                                              |
| K 5119 | L 106 in Wagenstadt – Tutschfelden – K 5117 in Broggingen                                                                                  |
| K 5122 | L 104 in Niederhausen – L 111 |
| K 5123 | L 104 in Oberhausen – K 5135 |
| K 5124 | L 104 in Weisweil – K 5114 in Forchheim |
| K 5126 | K 5114 in Wyhl am Kaiserstuhl – K 5127 – L 113                                                                                             |
| K 5127 | K 5126 in Wyhl am Kaiserstuhl – Königschaffhausen – L 105 – Kiechlinsbergen – Kreisgrenze – (K 4922 im Landkreis Breisgau-Hochschwarzwald) |
| K 5128 | L 105 – Kreisgrenze – (K 4923 im Landkreis Breisgau-Hochschwarzwald)                                                                       |
| K 5129 | L 105 – Amoltern |
| K 5130 | L 114 in Nimburg – Bottingen – K 5141 in Unterreute                                                                                        |
| K 5131 | K 5141 – Schupfholz – K 5134 – K 5132 – Vörstetten – Kreisgrenze – (K 4917 im Landkreis Breisgau-Hochschwarzwald)                          |
| K 5132 | K 5131 in Vörstetten – /L 112 |
| K 5133 | L 112 – Kreisgrenze – (K 4918 im Landkreis Breisgau-Hochschwarzwald)                                                                       |
| K 5134 | K 5141 in Oberreute – K 5131 |
| K 5135 | Rheinufer – Weisweil – L 104 – K 5123 – /L 105                                                                                             |
| K 5136 | L 113 – K 5138 – Landeck – Mundingen – |
| K 5137 | L 113 – Brettental |
| K 5138 | K 5136 – Mußbach – K 5113 – K 5100 – L 110 – Maleck – K 5100 – Emmendingen – K 5101 –                                                      |
| K 5139 | L 106 in Bleichheim – L 113 |
| K 5140 | (K 4976 im Landkreis Breisgau-Hochschwarzwald) – Kreisgrenze – Bahlingen am Kaiserstuhl – L 116 – L 114                                    |
| K 5141 | Wasser – – Oberreute – K 5134 – Unterreute – K 5130 – K 5131 – Kreisgrenze – (K 4920 im Landkreis Breisgau-Hochschwarzwald)                |
| K 5144 | L 113 – Sasbach am Kaiserstuhl – L 104 – L 105                                                                                             |
| K 5145 | K 5146 in Endingen am Kaiserstuhl – L 116 in Riegel am Kaiserstuhl                                                                         |
| K 5146 | K 5114 in Forchheim – L 105/L 113 – Endingen am Kaiserstuhl – K 5145 – L 105                                                               |